# Márcia Furnila
Márcia Furnila foi uma nobre romana do século I d.C. e segunda e última esposa do futuro imperador romano Tito.

## Família
Márcia veio de uma família nobre e distinta de Roma, a gens Márcia, de status plebeu e que alegava descender do rei Anco Márcio. Ela era filha do senador Quinto Márcio Bareia Sura com Antônia Furnila. Sua irmã era Márcia, a mãe de Úlpia Marciana e do futuro imperador Trajano. O pai de Márcia era amigo do futuro imperador Vespasiano (que era pai de Tito), seu tio paterno era o senador Quinto Márcio Bareia Sorano e sua prima paterna era a nobre Márcia Servília Sorana. O avô paterno de Márcia era Quinto Márcio Bareia, cônsul sufecto em 34 e procônsul da África entre 41 e 43, enquanto que o materno pode ter sido Aulo Antônio Rufo, um cônsul sufecto em 45.

## Biografia

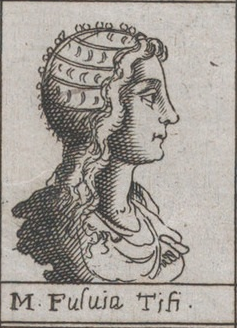
Desenho feito em 1587 por Marcello Clodio, representado Marcia Furnila.

Márcia Furnila nasceu e foi criada na capital imperial e se casou com Tito, viúvo de seu primeiro casamento, em 63. Como era costume na época, o enlace foi arranjado entre as famílias e ajudou a promover a carreira do marido. Suetônio descreve Furnila como "muito bem conectada".
Em 17 de setembro de 64, o casal teve uma filha, Júlia Flávia.
Como o primeiro, o segundo casamento de Tito foi curto. A família de Furnila tinha relações com os opositores do imperador Nero. Em 65, depois do fracasso da conspiração pisoniana, a família toda caiu em desgraça. Tito avaliou que não valia o risco e se divorciou, mas continuou criando a filha. Não se sabe o que aconteceu com Márcia Furnila.
Quando ela morreu, ela foi sepultada com a mãe no mausoléu de Caio Sulpício Platorino e sua irmã, Sulpícia Platorina, em Roma. Ele era um magistrado na época do primeiro imperador romano, Augusto.